# Bilderberg (hotelketen)
Bilderberg is een Nederlandse hotelketen die tot 1978 de naam Doorwerth droeg. De keten heeft in Nederland 12 vestigingen in het vier- en vijfsterrensegment.

## Geschiedenis
De BV Exploitatie Maatschappij Bilderberg en Wolfheze werd in 1935 opgericht en in 1977 overgenomen door de SMP Hotelgroep. De Buunderkamp werd in de jaren zestig tot hotel verbouwd. In 1976 werd de Buunderkamp in de groep opgenomen. Hotel De Bilderberg werd van 1977-1978 verbouwd en uitgebreid, en in 1978 heropend. Vanaf dat moment wordt de naam Bilderberggroep gebruikt.
De naam Bilderberg is vooral bekend omdat de eerste Bilderbergconferentie, die van 29 tot 31 mei 1954 werd gehouden in Hotel De Bilderberg in Oosterbeek onder voorzitterschap van prins Bernhard van Lippe-Biesterfeld. Sindsdien wordt er ieder jaar een Bilderbergconferentie gehouden in wisselende landen.
De Bilderberg hotelgroep werd in 2017 voor een bedrag van 171,4 miljoen euro verkocht aan de First Sponsor Group (95%) uit Singapore en de Duitse hotelmanagementonderneming Event Hotels (5%). Daarvoor was het in eigendom van het Britse QMH Limited, een vehikel van investeringsmaatschappijen Goldman Sachs en KKR.
De nieuwe eigenaars verkochten al spoedig zes van de 17 hotels. Zo verkocht men op 8 oktober 2018 vier hotels aan de hotelketen Fletcher Hotel Vastgoed B.V., te weten Hotel de Buunderkamp, Hotel Klein Zwitserland, Hotel De Klepperman en Hotel Wolfheze. Sinds 2020 behoort het Bellevue Hotel Dresden tot de Bilderberggroep. Het van Westin overgenomen hotel is het eerste Bilderberg-hotel buiten Nederland. Het totale aantal Bilderberg-hotels is daarmee in 2023 uitgekomen op 12.
In 2018 had de hotelketen een omzet van € 81 miljoen en stond daarmee op de 28e plaats qua omzet van de Nederlandse horecabedrijven. In 2022 genereerden de 11 Nederlandse Bilderberg-hotels een omzet van € 56,9 mln, waarbij door afboekingen van € 19,6 mln een verlies werd geleden van € 21,2 mln voor belastingen. In 2023 nam de operationele kasstroom van de 11 hotels verder af.

## Vestigingen
Veluwe
- Hotel De Bilderberg in Oosterbeek
- Hotel De Keizerskroon in Apeldoorn
- Résidence Groot Heideborgh in Garderen
- Hotel 't Speulderbos in Garderen

Randstad
- Parkhotel Rotterdam in Rotterdam
- Europa Hotel Scheveningen in Scheveningen
- Garden Hotel in Amsterdam

Limburg
- Château Holtmühle in Tegelen
- Hotel De Bovenste Molen in Venlo
- Kasteel Vaalsbroek in Vaals

Overijssel
- Grand Hotel Wientjes in Zwolle

Saksen
- Bellevue Hotel Dresden in Dresden

## Voormalige Bilderberg vestigingen
- Hotel Jan Luyken in Amsterdam (1 oktober 2020 overgenomen door Eden Hotels)[6]
- Hotel De Buunderkamp in Wolfheze (tot 1 januari 2019)[7]
- Hotel Klein Zwitserland in Heelsum (tot 1 januari 2019)[7]
- Hotel De Klepperman in Hoevelaken (tot 2019)[8]
- Hotel Wolfheze in Wolfheze (tot januari 2019)[7]
- Lauswolt in Beetsterzwaag (tot 2018)[9]
- Kasteel 't Kerckebosch bij Zeist (tot 2015)
- Hotel Maastricht in Wyck-Maastricht (omstreeks 1988)[10]

## Afbeeldingen

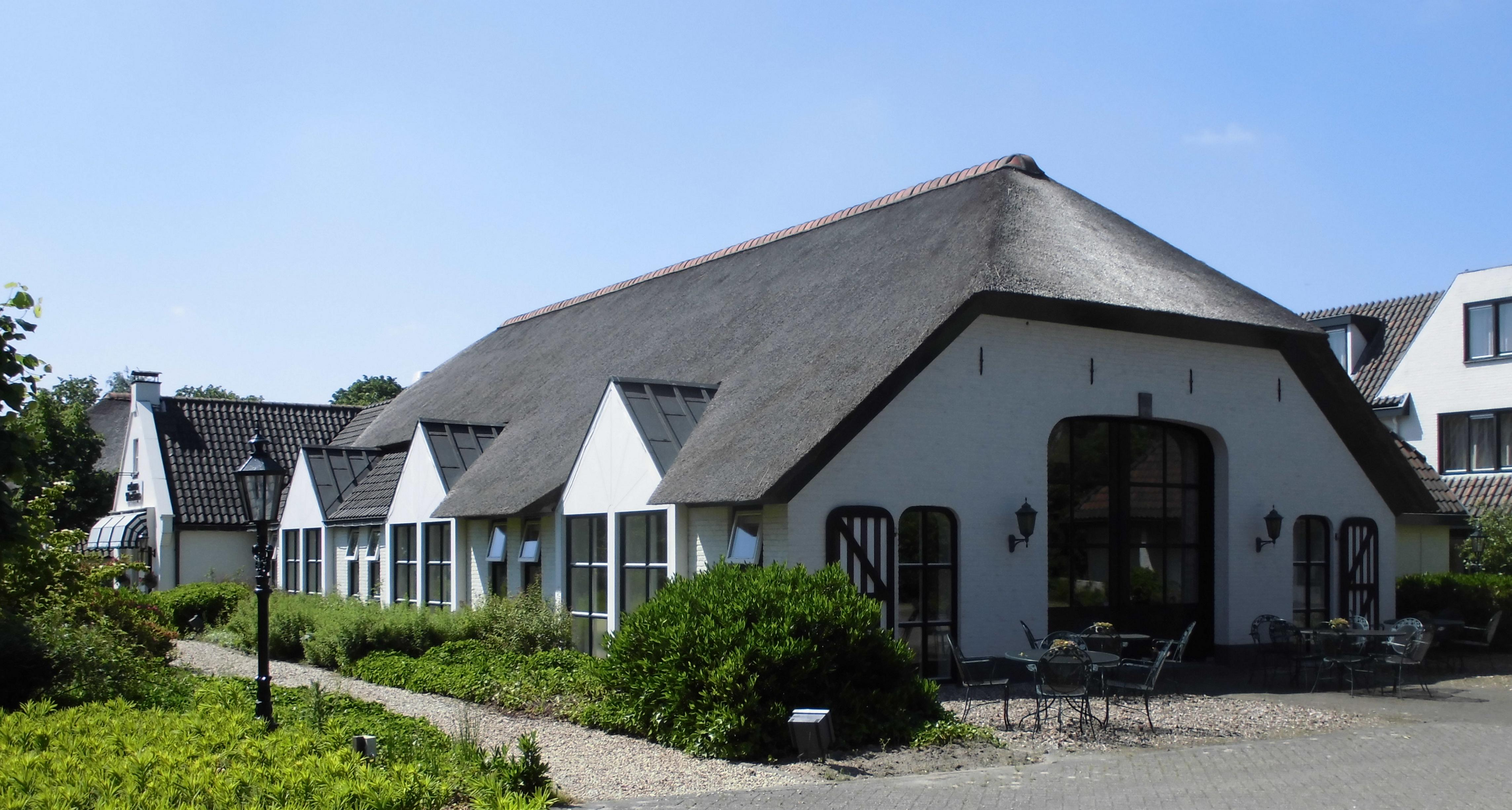
De Klepperman Hoevelaken
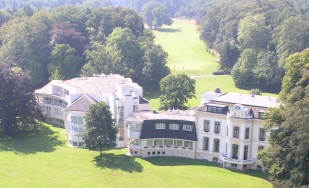
Lauswolt Beetsterzwaag
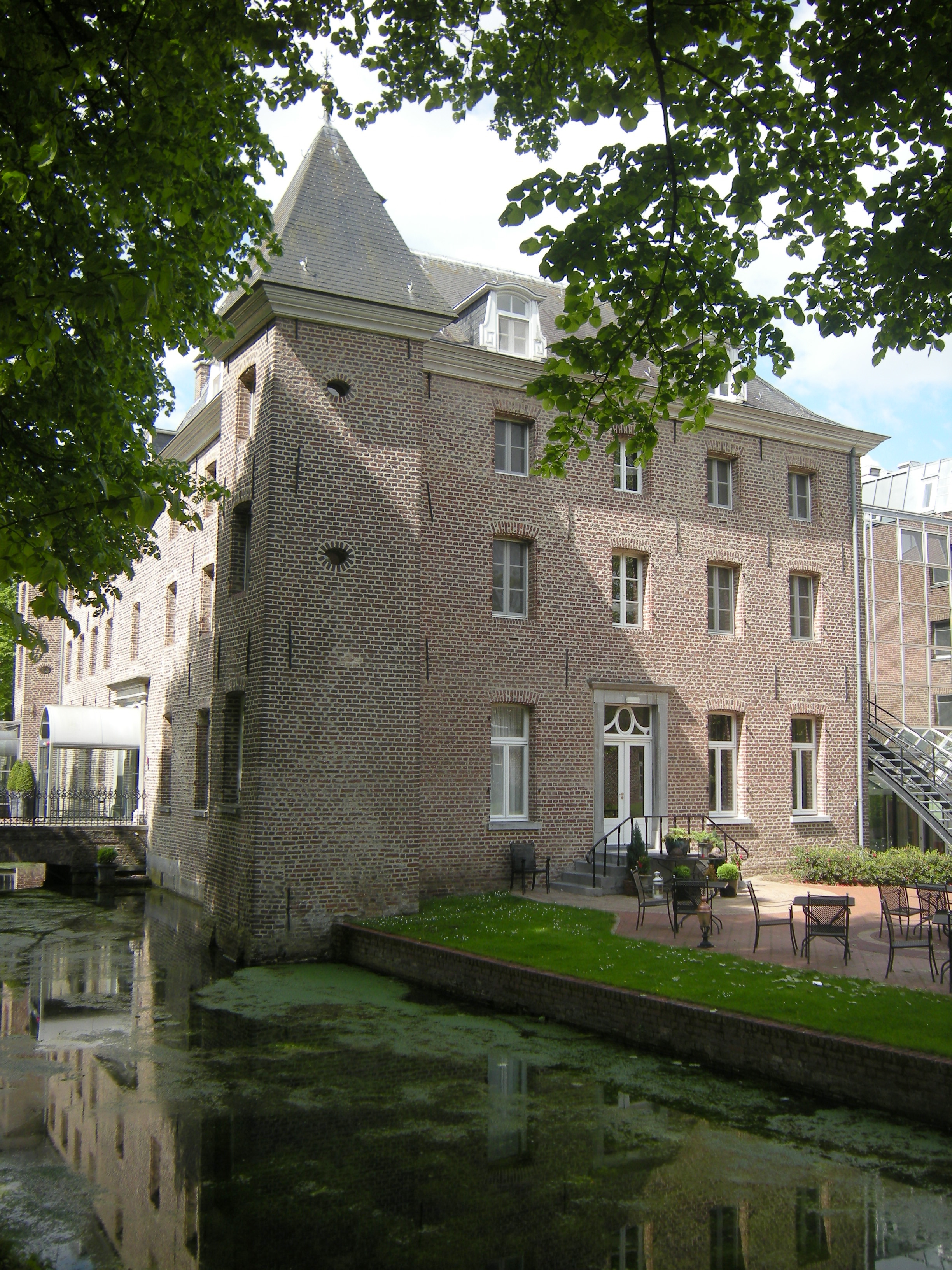
Château Holtmühle Tegelen
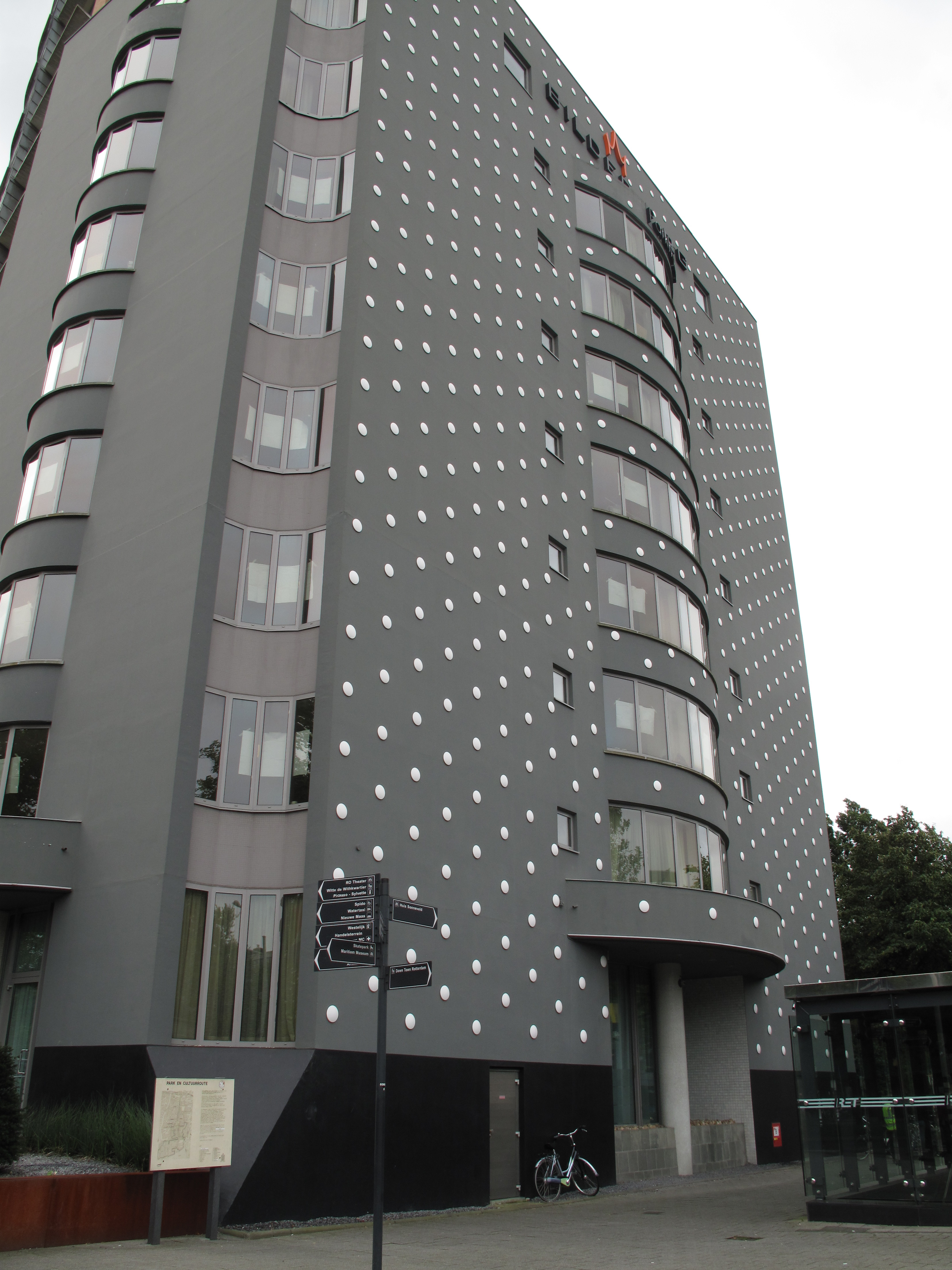
Parkhotel Rotterdam
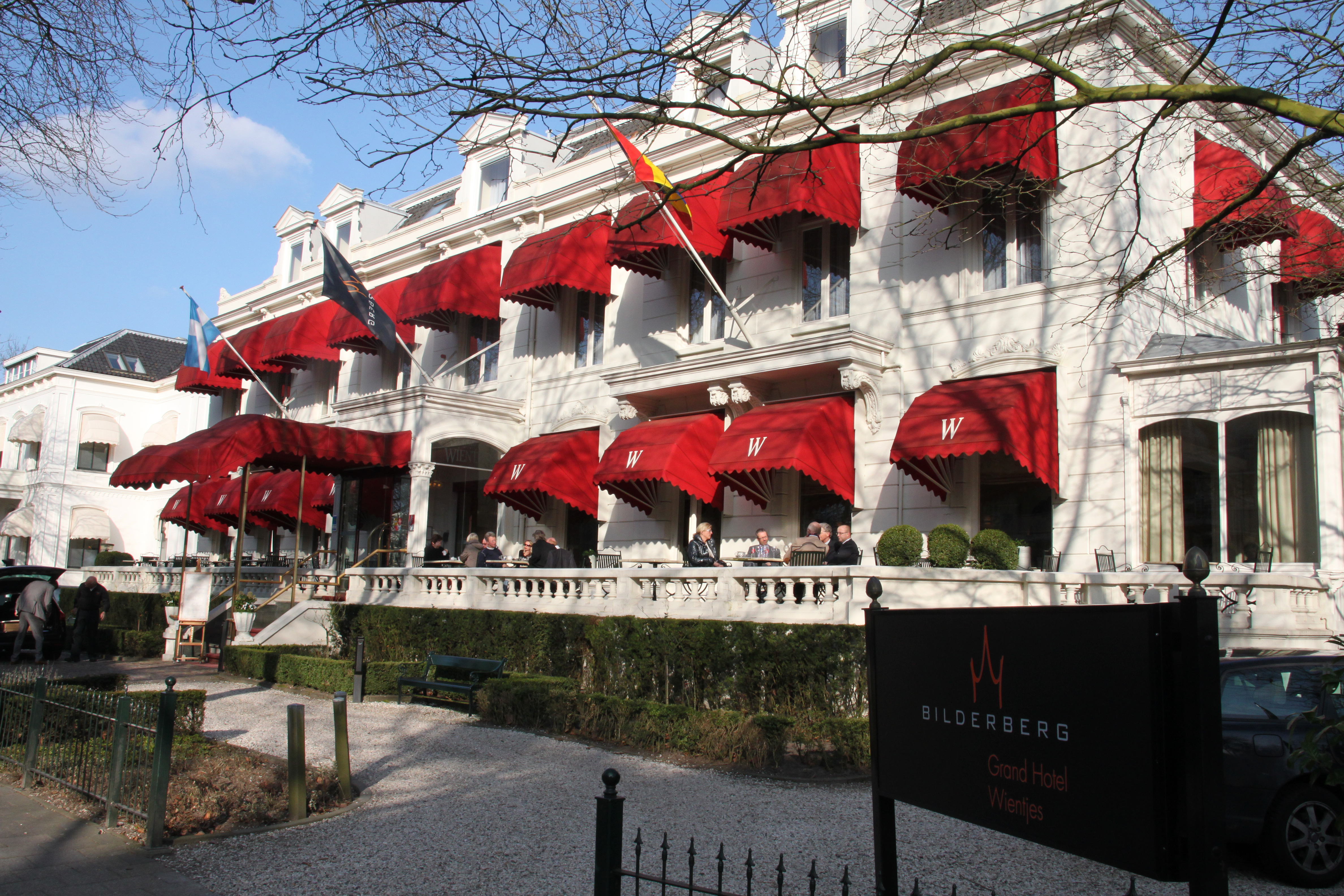
Grand Hotel Wientjes Zwolle